# Episodi di Chiamatemi Anna (prima stagione)
La prima stagione della serie televisiva Chiamatemi Anna, composta da 7 episodi, è stata trasmessa sul canale canadese CBC Television dal 19 marzo al 30 aprile 2017. I titoli degli episodi sono tratti dal romanzo Jane Eyre di Charlotte Brontë, libro che Anna stessa cita durante la serie.
In Italia la stagione è stata interamente pubblicata il 12 maggio 2017 sul servizio di video on demand Netflix. È stata inoltre trasmessa in chiaro su Rai 2 dal 6 al 14 luglio 2020.
| nº | Titolo originale                     | Titolo italiano                                      | Prima TV Canada | Pubblicazione Italia |
| -- | ------------------------------------ | ---------------------------------------------------- | --------------- | -------------------- |
| 1  | Your Will Shall Decide Your Destiny  | State per decidere della vostra sorte                | 19 marzo 2017   | 12 maggio 2017       |
| 2  | I Am No Bird, and No Net Ensnares Me | Non sono un uccello e non son caduta in nessuna rete | 26 marzo 2017   | 12 maggio 2017       |
| 3  | But What Is So Headstrong as Youth?  | Ma v'è nulla di più ostinato della gioventù?         | 2 aprile 2017   | 12 maggio 2017       |
| 4  | An Inward Treasure is Born           | Ho un tesoro interno, nato con me                    | 9 aprile 2017   | 12 maggio 2017       |
| 5  | Tightly Knotted to a Similar String  | Una corda invisibile                                 | 16 aprile 2017  | 12 maggio 2017       |
| 6  | Remorse Is the Poison of Life        | Il rimorso è il veleno della vita                    | 23 aprile 2017  | 12 maggio 2017       |
| 7  | Wherever You Are Is My Home          | Dove voi siete, là è la mia casa                     | 30 aprile 2017  | 12 maggio 2017       |

## State per decidere della vostra sorte
- Titolo originale: Your Will Shall Decide Your Destiny
- Diretto da: Niki Caro
- Scritto da: Moira Walley-Beckett

### Trama
La vicenda si svolge ad Avonlea, un'amena località dell'isola di Prince Edward, in Canada. Due fratelli anziani che vivono sotto lo stesso tetto, a Green Gables, decidono di adottare un ragazzo per poter avere un sostegno fisico nei lavori della fattoria. Marilla Cuthbert, la sorella più severa e giudiziosa, inoltra la richiesta alla signora Spencer, che si occupa di andare a Hopetown per firmare l'adozione. Il giorno stabilito, Matthew Cuthbert, il fratello più introverso e impacciato, si reca fino alla stazione in calesse ma al posto del ragazzo trova una gracile ragazzina dai capelli rossi e, non sapendo che cosa fare, decide di portarla a casa con sé. Durante il tragitto la ragazzina racconta di quanto è felice di essere stata adottata, ammira il paesaggio suggestivo irradiato dalla luce del tramonto e regala dei nomi poetici alle bellezze naturali che non vuole dimenticare. Arrivati a Green Gables, Marilla si stupisce quasi più di Matthew nel vedere che al posto di un ragazzo è stata mandata loro una ragazza, e decide di riportarla dalla signora Spencer il giorno successivo. Anna scoppia in lacrime non appena scopre la verità e sa già che le sarà difficile doversi allontanare da un luogo a cui si era già affezionata. Quando Marilla le chiede come si chiama, Anna non vuole dirle il suo vero nome perché crede che sia superfluo dal momento che alloggerà lì solo una notte, proponendo come sostituti Cordelia o Penelope; ma al secondo richiamo di Marilla dice di chiamarsi Anna, che si pronuncia con la A finale. Il giorno seguente Marilla accompagna Anna dalla signora Spencer che, invece di riportarla all'orfanotrofio, decide di affidarla ad una sua vicina che ne ha bisogno come bambinaia. Vedendo l'infelicità negli occhi della povera Anna, Marilla cambia idea e la riporta a casa. In seguito Anna viene offesa dalla signora Rachel per il suo aspetto e la bambina non si trattiene e fa altrettanto; solo pochi giorni dopo troverà, a fatica, le parole per scusarsi. Anna conosce Diana, la giovane rampolla della famiglia Barry, che abita vicino a Green Gables. Le due ragazzine fanno una passeggiata in giardino e si promettono amicizia per sempre. La felicità, però, non è destinata a durare a lungo. Infatti Anna prende la preziosa spilla di ametista di Marilla per giocare e la perde. L'anziana signora va su tutte le furie e prende la severa decisione di rimandarla all'orfanotrofio.

## Non sono un uccello e non son caduta in nessuna rete
- Titolo originale: I Am No Bird, and No Net Ensnares Me
- Diretto da: Helen Shaver
- Scritto da: Moira Walley-Beckett

### Trama
Anna arriva all'orfanotrofio di Hopetown in piena notte ma non ha il coraggio di entrare, quindi dorme all'aperto. La mattina seguente chiede al lattaio di riaccompagnarla alla stazione in cambio del suo aiuto con le consegne. Intanto Matthew si mette in viaggio per andare a riprendere Anna all'orfanotrofio. Marilla si accorge troppo tardi che Anna non mentiva riguardo alla sua spilla e, preoccupata e addolorata, vorrebbe andare ad aiutare Matthew a riprendere Anna, ma Rachel la rassicura e la riporta in casa. Il giorno seguente Matthew arriva all'orfanotrofio ma riceve la notizia che Anna non è mai ritornata; sarà lo stesso lattaio a raccontargli dell'incontro con la bambina la mattina precedente. Matthew trova Anna alla stazione mentre elemosina soldi per un biglietto, la chiama "figlia" e la bambina decide di perdonarlo. Anna e Matthew tornano a Green Gables ma Marilla non riesce ad esprimere la sua gioia. Al picnic organizzato nel giardino dei Barry, tutti gli invitati guardano Anna con disprezzo e sparlano di lei; di conseguenza Anna scappa in un boschetto lontano da tutti. Marilla si sente in colpa, corre da lei per farsi perdonare e le chiede di ricominciare da capo. Marilla e Matthew decidono di ufficializzare l'adozione di Anna e di farle fare una firma nel loro libro di famiglia. Il nuovo nome della ragazzina sarà Anna Shirley Cuthbert.

## Ma v'è nulla di più ostinato della gioventù?
- Titolo originale: But What Is So Headstrong as Youth?
- Diretto da: Sandra Goldbacher
- Scritto da: Moira Walley-Beckett

### Trama
Per Anna arriva il primo giorno di scuola e Diana la aiuta a farsi delle amiche, disprezzando la compagnia maschile e in special modo quella di Gilbert Blythe, che però quel giorno non è presente. Anna e Diana sorprendono Prissy Andrews durante un colloquio intimo con l'insegnante e Anna lo descrive alle sue compagne usando una terminologia esagerata. Per colpa di Anna il pettegolezzo si diffonde, ma Diana cerca comunque di mantenere in buoni rapporti Anna con le sue compagne di classe. Un gruppo di giovani madri invita Marilla a prendere parte ai loro incontri di cucito e discussione, ma la donna non sembra essere adatta ai discorsi moderni che si sviluppano. Il giorno seguente, Billy, il fratello di Prissy Andrews, minaccia Anna di violenza per quello che ha detto il giorno prima, ma Gilbert lo ferma e, attratto dalla ragazza, insegue Anna fino a scuola. Le sue amiche sono molto sorprese di averla vista entrare con Gilbert, ma Anna le assicura che non prova nessun interesse per lui. Durante la lezione, Gilbert stuzzica Anna prendendola in giro per i suoi capelli, e lei gli rompe la lavagnetta sulla testa. Anna finisce in punizione ma, stanca della terribile esperienza scolastica, scappa a casa e promette a Marilla che non ci tornerà mai più. Marilla la comprende in pieno e la consola, perché poco prima era andata a scusarsi con la signora Andrews, che, non tenendo in considerazione il carattere ancora immaturo di Anna, ha scaricato tutta la colpa su di lei e su Marilla per averla tenuta a Green Gables, reputando ingiustamente Anna un pericolo morale per tutta Avonlea.

## Ho un tesoro interno, nato con me
- Titolo originale: An Inward Treasure is Born
- Diretto da: David Evans
- Scritto da: Moira Walley-Beckett

### Trama
Anna non vuole più andare a scuola ma Marilla la costringe, allora la ragazzina finge di andarci mentendo ai Cuthbert fino a quando Ruby e Diana non si presentano a Green Gables chiedendo informazioni su di lei. Marilla per sapere come educare Anna si rivolge al reverendo, che suggerisce di lasciarla a casa e insegnarle a svolgere i mestieri di una casalinga. Scoppia un incendio in piena notte nella casa dei Gillis e tutta Avonlea accorre per spegnere le fiamme. Anna si introduce nella casa per chiudere porte e finestre in modo da soffocare il fuoco; anche Gilbert aiuta attivamente a spegnere l'incendio e Ruby Gillis, innamorata di lui, lo guarda come un eroe. La famiglia Gillis viene divisa finché la casa non viene ricostruita e Ruby, suo malgrado, deve soggiornare a Green Gables e condividere la stanza con Anna. Le due ragazzine non si sopportano ma dopo poco tempo diventano amiche, unite anche dal club del racconto fondato insieme a Diana. Quando Ruby deve lasciare Anna, quest'ultima sentendosi sola decide di tornare a frequentare la scuola, e tutti la accolgono festosamente.

## Una corda invisibile
- Titolo originale: Tightly Knotted to a Similar String
- Diretto da: Patricia Rozema
- Scritto da: Moira Walley-Beckett

### Trama
Anna comincia ad avere il ciclo mestruale e lo considera inizialmente un presagio di morte, ma in seguito, confrontandosi con le sue amiche, lo reputa un passaggio all'età adulta. Marilla permette ad Anna di invitare Diana a prendere il tè a Green Gables, come due signore adulte, e la ragazza accetta con piacere. Mentre Marilla è in visita alla signora Rachel, Anna e Diana tengono il loro incontro ma si ubriacano bevendo del vino rosso scambiato per cordiale di lampone. La signora Barry è indignata riguardo all'accaduto e vieta ad Anna di continuare a frequentare sua figlia, anche a scuola. Le due amiche del cuore si scambiano una ciocca di capelli e si promettono solennemente di continuare ad amarsi per tutta la vita. Matthew vuole avverare il desiderio di Anna di indossare un vestito con le maniche a sbuffo e si reca in paese per ordinarne uno; tuttavia, in preda alla timidezza, viene spinto ad acquistare degli articoli che non necessita, fino a quando non incontra la signora Jeannie. Quest'ultima è stata una compagna di scuola di Matthew, il quale era innamorato di lei e non trovava il coraggio per dichiararsi. Adesso Jeannie gestisce un negozio di abbigliamento e aiuta Matthew nella scelta del vestito. I due discutono dei tempi passati e del regalo che Matthew fece a Jeannie in segno di amore: un bottone di una camicia. Jeannie restituisce a Matthew quel bottone e rimembra la triste scomparsa del fratello maggiore Michael Cuthbert. Anna è ormai al pari con Gilbert negli studi, ma il ragazzo non può più frequentare le lezioni dovendosi occupare a tempo pieno del padre malato. Il signor Philips incarica Anna di recapitare a casa del suo rivale dei libri per potersi tenere al passo con le lezioni. Matthew chiede a Jerry di andare a prendere il vestito per Anna e di portare un nuovo bottone della camicia alla signora Jeannie. Quando Anna vede il suo nuovo vestito salta di gioia e ringrazia di cuore Matthew.

## Il rimorso è il veleno della vita
- Titolo originale: Remorse Is the Poison of Life
- Diretto da: Paul Fox
- Scritto da: Moira Walley-Beckett

### Trama
In piena notte, Diana viene a chiedere aiuto ad Anna per sua sorella minore Minnie May, malata gravemente di difterite. Nessuno può curarla perché tutti gli abitanti di Avonlea sono andati ad un incontro del primo ministro a Charlottetown, così Anna va a casa di Diana e Matthew corre a cercare un dottore. In casa Barry c'è anche la prozia Josephine, che però non sa cosa fare per Minnie May e non è d'aiuto. Anna riesce a salvare la vita alla bambina e, la mattina dopo, la madre si reca personalmente a Green Gables per porgere le sue scuse all'orfanella e le consente di frequentare ancora Diana. Il padre di Gilbert, John Blythe, viene a mancare e il ragazzo è in lutto. Anna tenta di consolarlo della sua orfanezza ma finisce solo con il peggiorare il loro rapporto. La prozia Josephine Barry ammira Anna per la cura di Minnie May e per la sua personalità, e decide di frequentarla e darle dei consigli sulla vita. Anna impara che deve vivere senza nessun rimpianto, così va a casa di Gilbert a scusarsi ma trova una sorpresa: il ragazzo si è trasferito.

## Dove voi siete, là è la mia casa
- Titolo originale: Wherever You Are Is My Home
- Diretto da: Amanda Tapping
- Scritto da: Moira Walley-Beckett

### Trama
Il raccolto non è andato a buon fine e Matthew è stato costretto a ipotecare Green Gables nella speranza di poter fare poi un  doppio raccolto e risanare il prestito. Purtroppo l'uomo inizia a soffrire di attacchi di cuore e Marilla e Anna si ritrovano a dover vendere i loro beni per racimolare la somma necessaria, visto che la banca si rifiuta di allungare i tempi di sdebito. Jerry non può più essere mantenuto dai Cuthbert, perciò verrà licenziato dopo aver aiutato Anna a vendere i beni in città. Anna ottiene un grosso aiuto dalla signora Jeannie per averle riportato il vestito regalato da Matthew, ma è meno fortunata nel vendere gli altri oggetti di valore. Dopo aver venduto il cavallo, Jerry viene derubato da due ladri del compenso, che avrebbe dovuto essere il suo ultimo stipendio, e il povero ragazzo si ricongiunge ad Anna che nel frattempo ha incontrato Gilbert in partenza per l'estero. Anna e Jerry passano la notte dalla prozia Josephine, che regala una somma ad Anna, nonostante sappia che Marilla non accetta elemosine, e promette di pagare i prossimi stipendi a Jerry se resterà a lavorare a Green Gables. Poco prima del ritorno di Anna, Matthew tenta di uccidersi perché ritiene che la sua presenza crei difficoltà a Marilla e Anna, ma viene fermato in tempo da Jeannie, in visita occasionale. Grazie a Marilla, Matthew rivede la sua scelta e con il ritorno di Anna comprende di nuovo il valore della vita. Quella sera i due ladri vengono accolti a Green Gables dopo aver letto sul giornale l'annuncio di disponibilità di camere a pensione.